# Francesco Maria Guazzo
Francesco Maria Guazzo (16./17. st.), talijanski svećenik i demonolog iz Milana. Biografski podaci o njegovu životu nisu poznati. Prezime mu je zapisivano i u formama Guaccio i Guaccius.
Godine 1608. napisao je knjigu Compendium Maleficarum u kojoj piše o vještičarstvu i demonologiji.